# Mysterious Billy Smith
William Amos "Billy" Smith, dit Mysterious Billy Smith, est un boxeur canadien né le 15 mai 1871 à Little River et mort le 14 octobre 1937 à Portland, Oregon.

## Carrière
Il remporte le titre vacant de champion du monde des poids welters le 14 décembre 1892 en battant par KO au 14e round Danny Needham. Smith perd sa ceinture contre Tommy Ryan le 26 juillet 1894 (défaite aux points en 20 reprises) mais redevient champion du monde le 25 août 1898 aux dépens de Matty Matthews. Il conserve son titre deux fois puis s'incline contre James Rube Ferns le 15 janvier 1900.

## Distinction
- Mysterious Billy Smith est membre de l'International Boxing Hall of Fame depuis 2009[2].